# منتخب جبل طارق للكريكت
منتخب جبل طارق للكريكت هو ممثل جبل طارق الرسمي في المنافسات الدولية في الكريكت
.